# مقاطعة غيجدفان
مقاطعة بخارى هي تقسيم إداري في ولاية بخارى في أوزبكستان. مركزها مدينة غيجدفان.